# 秋田駐屯地
秋田駐屯地（あきたちゅうとんち、英: JGSDF Camp Akita）は、秋田県秋田市寺内将軍野1に所在し、第21普通科連隊等が駐屯する陸上自衛隊の駐屯地である。最寄の演習場は、新屋演習場。駐屯地司令は、第21普通科連隊長が兼務。

## 沿革
警察予備隊
- 1952年（昭和27年）
  - 3月4日：第5連隊第2大隊が金沢駐屯地から移駐。
  - 3月6日：第62連隊第2大隊が高田駐屯地から移駐。
  - 3月7日：警察予備隊の秋田駐屯地として開設[1]。

保安隊
- 1952年（昭和27年）
  - 10月15日：駐屯地隊、会計隊（第200仮会計隊第1分遣隊[2]）、管理隊、福祉隊が発足。
  - 11月：北都通信所・秋田支所が発足（現基地通信中隊）。

- 1953年（昭和28年）9月1日：秋田駐屯地業務隊が編成。
- 1954年（昭和29年）
  - 5月5日：第62連隊第2大隊が名寄駐屯地へ移駐。
  - 9月：第364警務分遣隊が発足。

陸上自衛隊秋田駐屯地
- 1954年（昭和29年）
  - 7月1日：陸上自衛隊設置に伴い秋田駐とん地が開設される[3][4]。
  - 7月5日：第2陸曹教育隊が新編。
- 1957年（昭和32年）
  - 2月6日：第21普通科連隊本部および本部中隊が高田駐屯地から移駐。
  - 8月1日：第21普通科連隊第3大隊が新発田駐屯地から移駐。
  - 12月1日：第2陸曹教育隊が霞目駐屯地へ移駐。
- 1958年（昭和33年）12月2日：第310地区施設隊が神町駐屯地から移駐。
- 1962年（昭和37年）
  - 8月8日：第21普通科連隊第1大隊が神町駐屯地から移駐。
  - 8月15日：第6管区隊の第6師団への改編により、第21普通科連隊が再編。連隊本部、本部管理中隊、4個普通科中隊および重迫撃砲中隊の編成となる。
  - 8月18日：自動車訓練所が開設。
- 1989年（平成元年）
  - 3月23日：第310地区施設隊が廃止。
  - 3月24日：第347施設中隊が新編。
- 1999年（平成11年）
  - 3月24日：第347施設中隊が廃止。
  - 3月25日：

  1. 第21普通科連隊が第6師団から第9師団隷下へ異動。
  2. 第11施設群の施設中隊の機能別改編により、第357施設中隊が新編。
  3. 第315基地通信隊秋田派遣隊が第305基地通信中隊へ編入。
  4. 第110地区警務隊秋田派遣隊が第109地区警務隊へ編入。

- 2002年（平成14年）10月：秋田駐屯地創立50周年。
- 2004年（平成16年）3月：自動車訓練所が閉所。
- 2006年（平成18年）3月27日：東北方面後方支援隊第105施設直接支援大隊第2施設直接支援中隊秋田派遣隊（第357施設中隊を支援）が新編。
- 2008年（平成20年）3月26日：警務隊の改編により、第109地区警務隊秋田派遣隊が第123地区警務隊秋田派遣隊に改編。
- 2010年（平成22年）3月25日：第9後方支援連隊第2整備大隊第2普通科直接支援中隊（第21普通科連隊を支援）が新編。

## 駐屯部隊

### 東北方面隊隷下部隊
- 第9師団
  - 第21普通科連隊
  - 第9後方支援連隊
    - 第2整備大隊
      - 第2普通科直接支援中隊：第21普通科連隊を支援
- 第11施設群
  - 第357施設中隊
- 東北方面後方支援隊
  - 第105施設直接支援大隊
    - 第2施設直接支援中隊
      - 秋田派遣隊：第357施設中隊を支援
- 東北方面会計隊
  - 第383会計隊
- 東北方面システム通信群
  - 第103基地システム通信大隊
    - 第305基地通信中隊
      - 秋田派遣隊
- 秋田駐屯地業務隊

### 防衛大臣直轄部隊
- 東北方面警務隊
  - 第123地区警務隊
    - 秋田派遣隊

## 広報施設
秋田駐屯地史料館
東北地方の駐屯地では最後に建築され1967年（昭和42年）4月に完成し、同年10月29日自衛隊創立17周年記念行事で開館した。
4室あるうち、2室には郷土旧軍部隊の歩兵17聯隊・歩兵117聯隊・歩兵223聯隊の3個聯隊の軍旗・歴代聯隊長等の写真、郷土部隊の戦歴・旧軍の軍服・武器・遺品・装具等が展示されている。もう2室には、イラク派遣活動時の装備や災害派遣活動の写真などが展示されている。

## 福利厚生施設
駐屯地内の厚生センターに売店、クリーニング店、寿司屋などがある。

## 最寄の幹線交通
- 高速道路：秋田自動車道秋田北IC
- 一般道：国道7号、国道13号、国道101号、秋田県道56号秋田天王線、秋田県道72号秋田北インター線、秋田県道231号上新城土崎港線、都市計画道路横山金足線
- 鉄道：JR東日本奥羽本線 土崎駅
:秋田市電自衛隊前停留所(廃止)
- 港湾：能代港、秋田港、船川港（重要港湾）
- 飛行場：秋田空港（第二種空港）

## 重要施設
- 秋田国家石油備蓄基地（平成16年（2004年）1月現在：備蓄施設容量約450万kl中約373万klを備蓄）（男鹿市）
- 秋田火力発電所（出力130.0万kW。石油）（秋田市）
- 能代火力発電所（出力120.0万kW。石炭）（能代市）
- 秋田変電所（一次変電所）（秋田市）
- 能代変電所（一次変電所）（能代市）
- 羽後変電所（一次変電所）（雄勝郡羽後町）
- 大潟幹線（能代火力変電所から秋田変電所までの約50kmを通過する、27万5千Vの超高圧送電線。）
- JAXA能代多目的実験場（能代市）

## 不祥事
- 2020年7月28日 - 第21普通科連隊の男性陸士長（22歳）が、2017年12月中旬ごろ、隊舎内にある同僚隊員の居室で財布から現金4万5千円を盗んだ。また、2019年10月26日、別の同僚隊員の居室で財布（7万8千円相当）と財布の中にあった現金5万8千円を盗んだ。駐屯地は2020年7月28日、男性陸士長を懲戒免職処分とした[6]。